# Pháp (tôn giáo)
Pháp hay Pháp tu là những phương pháp, cách thức, giáo lý mà người tu học thực hành để thay đổi tâm thức, chuyển hóa phiền não, và đạt được sự giác ngộ, giải thoát. 

## Nguyên từ
Trong Phật giáo, "pháp" có rất nhiều nghĩa, bao gồm giáo lý, chân lý, bản chất của vạn vật, và các phương tiện để tu hành. Trong đó Pháp (chữ Hán: 法, bính âm tiếng Trung Quan thoại: fă, phiên âm Hepburn tiếng Nhật: hō, tiếng Phạn: धर्म dharma, tiếng Pali: dhamma), cũng được dịch theo âm Hán-Việt là Đạt-ma (達磨, 達摩), Đàm-ma (曇摩), Đàm-mô (曇無), Đàm (曇). Chữ dharma vốn xuất phát từ tiếng Phạn, ngữ căn √dhṛ, có nghĩa là "nắm giữ", đặc biệt là nắm giữ tính năng hoạt động của con người. Cách dùng chữ thuật ngữ này rất đa dạng, và vì vậy, nó mang rất nhiều nghĩa:
1. Tập quán, thói quen, tiêu chuẩn của phép cư xử;
2. Điều phải làm, nghề nghiệp, bổn phận, nghĩa vụ;
3. Trật tự xã hội, quy củ trong xã hội;
4. Điều lành, việc thiện, đức hạnh;
5. Sự thật, thật tại, chân lý (sa. satya);
6. Nền tảng của thế gian và các cõi giới;
7. Tín ngưỡng tôn giáo;
8. Tiêu chuẩn để nhận thức về chân lý, về luật tắc;
9. Giáo lý, sự giải thích;
10. Bản thể, bản tính;
11. Căn bản nhân đạo;
12. Thuộc tính, phẩm chất, đặc tính, cấu trúc cơ bản. Ý nghĩa này của thuật ngữ thường được dùng trong các luận giải của Du-già hành tông, liệt kê tất cả kinh nghiệm thế gian thành 100 pháp hoặc 100 cấu trúc cơ bản. Họ cho rằng, các pháp không tồn tại trên cơ sở tự tính này hàng Nhị thừa không thể nào nhận thức được, nhưng là một đối tượng quán sát đặc biệt của hàng Bồ Tát. Không nhận thức được tính không của các cấu trúc cơ bản là điều rất quan trọng cho sở tri chướng. Xem thêm Bách pháp.
13. Trong luận lý học, là tiền đề hay là đối tượng của một động từ.

Người ta có thể hiểu Pháp là "tất cả những gì có đặc tính của nó - không khiến ta lầm với cái khác - có những khuôn khổ riêng của nó để nó làm phát sinh trong đầu óc ta một khái niệm về nó" (nhậm trì tự tính, quỹ sinh vật giải 任持自性、軌生物解).
Pháp vốn được sử dụng trong Ấn Độ giáo, với ý nghĩa là chân lý, thiện pháp. Tương phản với cái thiện là phi pháp. Phật giáo cũng có tư tưởng là thiện pháp nhưng nói rộng hơn thì cái ác, phiền não, khổ, cũng là Pháp. Theo ngài luận sư Giác Âm thì Pháp có 4 nghĩa như: Thuộc tính; giáo pháp; thánh điển và sự vật (bao gồm vật nhìn thấy và không nhìn thấy). Còn đối với Phật giáo nguyên thủy thì pháp bao gồm: Hiện tượng và tâm lý, như ngũ uẩn sắc, thọ, tưởng, hành, thức, hay duyên khởi cũng là pháp. Đối với khái niệm trong pháp luật, pháp số... thì đó lại là những quy phạm của con người trong đời sống cộng đồng. Khi một người nhìn vào một tượng Phật hay một sự vật nào đó, người đó sẽ sinh khởi các hành động, tư tưởng, ý kiến, đưa ra các giáo lý,... Đó là người đó đang an trụ trong pháp, ta xét ở ví dụ này là người đó sẽ bái lạy tượng Phật mỗi ngày đó là thực hành Phật pháp. Tương tự như vậy, ta sẽ có khái niệm tổng quát hơn về pháp, khi một đối tượng tiếp xúc, bắt gặp, giao tiếp với một đối tượng, họ sẽ sinh khởi các pháp, nếu hai đối tượng đó ngừng tiếp xúc, bắt gặp, giao tiếp với nhau thì pháp cũng sẽ dừng.